# Мюлуз-Уэст
Мюлу́з-Уэст (фр. Mulhouse-Ouest, Западный Мюлуз) — упразднённый кантон во Франции, в департаменте Верхний Рейн в регионе Эльзас — Шампань — Арденны — Лотарингия в округе Мюлуз.
До реформы 2015 года в состав кантона административно входила западная часть коммуны Мюлуз.
По закону от 17 мая 2013 и декрету от 21 февраля 2014 года количество кантонов в департаменте Верхний Рейн уменьшилось с 31 до 17. Новое территориальное деление департаментов на кантоны вступило в силу во время выборов 2015 года. После реформы кантон был упразднён.

## Консулы кантона
Кантон образован в 1958 году.
| Период      | Консул            | Должность |
| ----------- | ----------------- | --------- |
| 1958 — 1964 | Emile Kienzler    |           |
| 1964 — 1976 | Othon Faller      |           |
| 1976 — 1982 | Alphonse Bihry    |           |
| 1982 — 1988 | Bernard Stoessel  |           |
| 1988 — 2015 | Pierre Freyburger |           |